# 闻韶街道
闻韶街道，是中华人民共和国山東省淄博市临淄区下辖的一个乡镇级行政单位。

## 行政区划
闻韶街道下辖以下地区：
闻韶北社区、西王社区、东王社区、辛东社区、勇士东社区、石鼓社区、张家社区、太公社区、太公苑社区、相府社区、天齐社区、勇士社区、遄台社区、稷下社区、闻韶社区和相家村。